# Alba Arnova
Alba Fossati, dite Alba Arnova, est une ballerine et actrice italienne née le 15 mars 1930 à Buenos Aires (Argentine) et morte le 11 mars 2018 à Rome (Italie).

## Biographie
Alba Fossati naît à Buenos Aires de parents émigrants italiens. Elle étudie le piano au conservatoire, puis poursuit des études universitaires de médecine. Elle devient la première danseuse du Théâtre Colón de Buenos Aires et prend alors le nom d'artiste d'Ars Nova, puis Arnova.
Elle quitte l'Argentine en 1948 pour une tournée de six mois mais s'installe finalement à Rome où elle travaille d'abord comme danseuse avant de démarrer une carrière cinématographique en 1949, essentiellement dans de petits rôles. On la voit notamment interpréter une statue qui prend vie dans Miracle à Milan (1951).
Le 29 novembre 1956, elle provoque un scandale en apparaissant dans l'émission télévisée La piazzetta de la Rai vêtue d'un collant de danseuse de couleur rose très moulant qui, sous l'effet cumulé de l'éclairage et du noir et blanc, donne l'impression que ses jambes sont nues. L'affaire remonte jusqu'au Parlement et au Saint-Siège, entraînant l'annulation de l'émission. Devenue persona non grata à la télévision italienne, Alba se retire du monde du spectacle.
Elle est l'épouse du compositeur et chef d'orchestre Gianni Ferrio, mort en 2013.

## Filmographie partielle

Alba Arnova, Maurice Chevalier (au centre) et Jacques Sernas dans l'épisode Amore 1954 du film Cento anni d'amore de Lionello De Felice (1954).

- 1950 : La Ceinture de chasteté (La cintura di castità) de Camillo Mastrocinque
- 1950 : Totò Tarzan de Mario Mattoli
- 1951 : Miracle à Milan de Vittorio De Sica et Cesare Zavattini
- 1952 : Heureuse Époque (Altri tempi - Zibaldone n. 1) d'Alessandro Blasetti
- 1953 : Aïda de Clemente Fracassi
- 1953 : La Dame aux camélias de Raymond Bernard
- 1954 : L'amante di Paride de Marc Allégret
- 1954 : Quelques pas dans la vie (Tempi nostri) d'Alessandro Blasetti et Paul Paviot

#### Articles
- (en) « Alba Arnova Makes North American Debut », Los Angeles Times, 2 décembre 1948. Drama section, p.  B7.
- (en) « La Gioconda; Italian Import Is on View at Cameo », The New York Times, 13 octobre 1958, p.  33.